# Buytenwegh De Leyens
Buytenwegh De Leyens is een stadswijk in Zoetermeer, ten noorden van het oude dorp. De wijk bestaat uit twee onderling flink verschillende delen, Buytenwegh en De Leyens, gescheiden door de Zwaartslootseweg en het Binnenpark. Buytenwegh heeft een oppervlakte van 125 ha en 5,4 ha water. De Leyens heeft een oppervlakte van 172 ha en 19,5 ha water. De wijk is indertijd opgezet met 10% hoogbouw (tot acht lagen), 30% gestapelde laagbouw en 60% laagbouw. Op de peildatum 1 januari 2009 staan in:
- Buytenwegh 63% huurwoningen en 36% koopwoningen met een gemiddelde WOZ-waarde van € 170.268
- De Leyens 36% huurwoningen en 64% koopwoningen met een gemiddelde WOZ-waarde van € 221.519.

(De WOZ waarde per 1 januari 2008).
Beide delen zijn eigenlijk een wijk binnen een wijk. Bewoners wonen naar hun zeggen óf in Buytenwegh óf in De Leyens. Beide delen hebben ook een winkelcentrum rond een eigen lightrailhalte. In Buytenwegh is het centrum sterk naar binnen gericht, met een eigen verkeersluw plein, in De Leyens vormt de oude Broekweg tegenwoordig een doorgaande fietsroute door het winkelcentrum en liggen de parkeerplaatsen aan weerszijden.
In 2025 werd de wijk Buytenwegh De Leyens gesplitst in de wijk Buytenwegh en de wijk De Leyens. In de loop van dat jaar wordt  de nieuwe indeling in gemeentelijke systemen doorgevoerd.

## Geschiedenis
De namen van deze wijk zijn al oud. “Die Leyens” werd in 1544 al in oude documenten genoemd, “Buytenwegh” in 1647. Het gebied ligt in de Zoetermeerse of Nieuwe Drooggemaakte Polder, die met vier molens tussen 1767 en 1771 werd drooggemalen. Hij wordt in het noorden begrensd door de dijk van de Meerpolder, de eerste droogmakerij in Rijnland. De wijk is ontstaan naar aanleiding van de wens om het dorp Zoetermeer om te vormen tot groeistad en werd aanvankelijk Noord-West genoemd. De bouw werd gestart in 1974 op basis van het Structuurplan uit 1968 en het bestemmingsplan uit 1974.

## Buurten

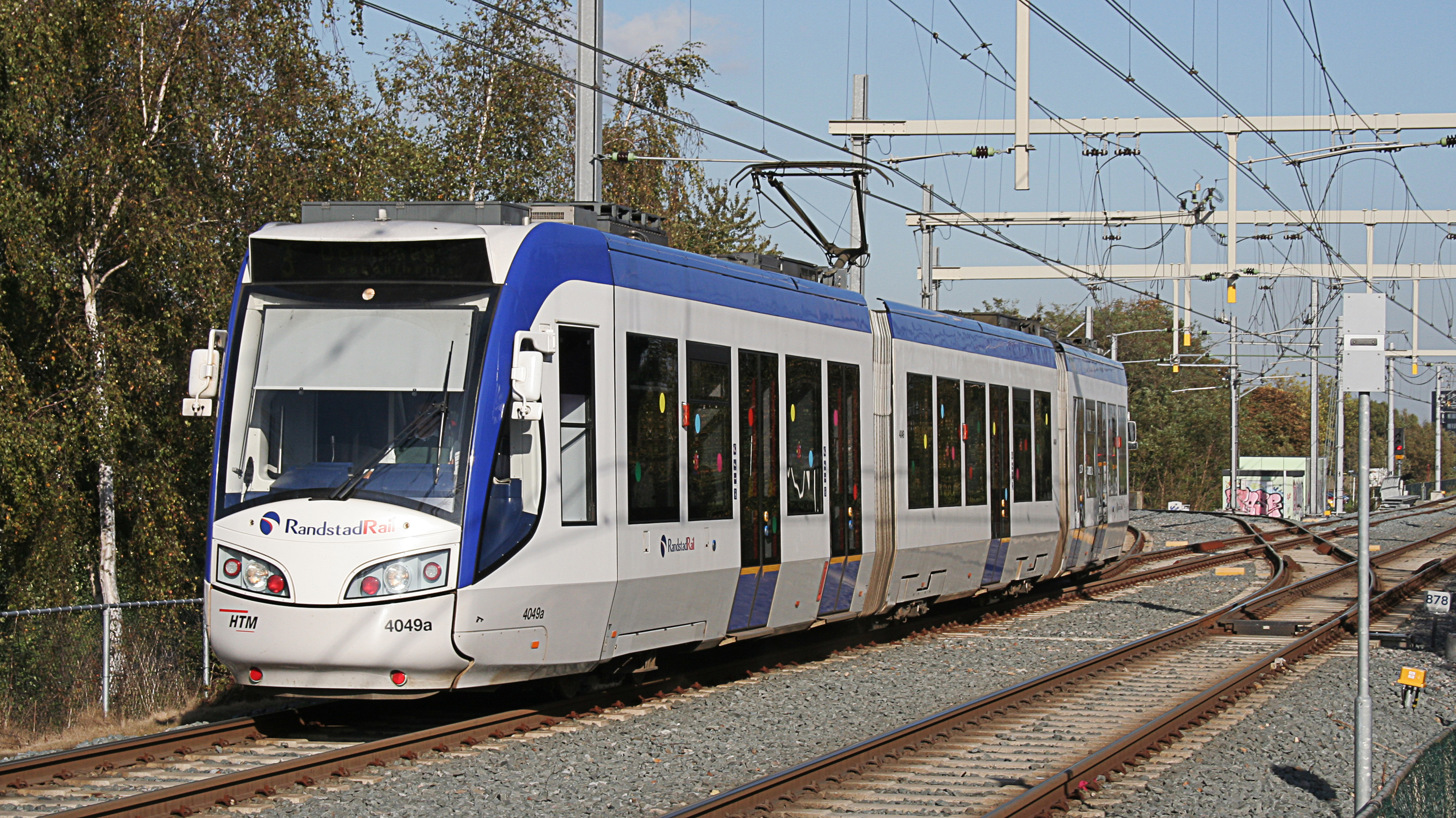
Tramstel van de Zoetermeerlijn

De wijken zijn verdeeld in een aantal buurten, de straatnamen eindigen daar op de buurtnaam.
Buytenwegh:
- ten westen van de Zoetermeerlijn de Roden,
- ten oosten van de Zoetermeerlijn de Hoven,

De Leyens:
- ten zuiden van de Zoetermeerlijn de Stroken, de Schouwen en de Zijden
- ten noorden van de Zoetermeerlijn de Kaden, de Werven en de Reden

## Buytenwegh

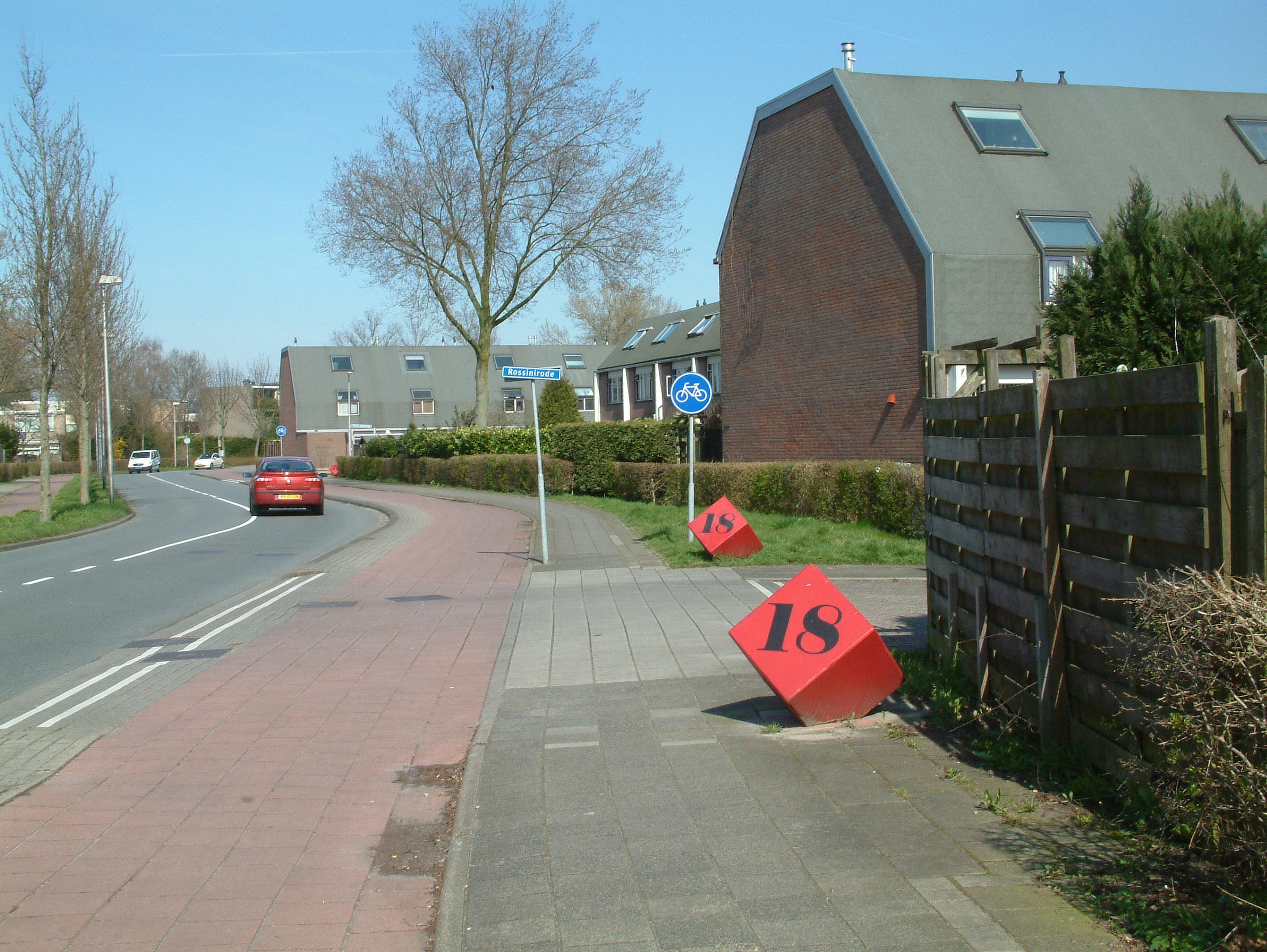
Genummerde kubus, per deel van de wijk in een andere kleur

Wie Buytenwegh binnenrijdt over de Muzieklaan wordt over de gehele lengte naar de juiste genummerde afslag verwezen. Bij elke afslag staat een genummerde kubus, per deel van de wijk in een andere kleur. Dit is een heel praktisch kunstwerk van Johan Goedthart uit 1979.
In de wijk vindt men:
- een winkelcentrum met sneltramhalte Buytenwegh
- het gebouw van de Algemene Inlichtingen- en Veiligheidsdienst, voormalig gebouw van het Ministerie van Onderwijs, Cultuur en Wetenschap
- daar tegenover een gebouw van de Dienst Landelijke Informatieorganisatie
- het Buytenpark, een heuvelachtig park van 100 ha dat is aangelegd op een grote vuilstort, met daartegenaan:
- sportcomplex SnowWorld met drie indoor skibanen
- Ayers Rock evenementencentrum met naast een klimmuur van 17 m hoog, een outdoor hindernisbaan, een touwbanen- en een grottenparcours diverse andere mogelijkheden voor sportief vermaak.
- de Algemene begraafplaats uit 1981, met crematorium
- Wereldrestaurant Eten & Zo Zoetermeer. Dit was voorheen discotheek Locomotion.
- cultuurpodium Boerderij

## De Leyens
In de wijk vindt men:

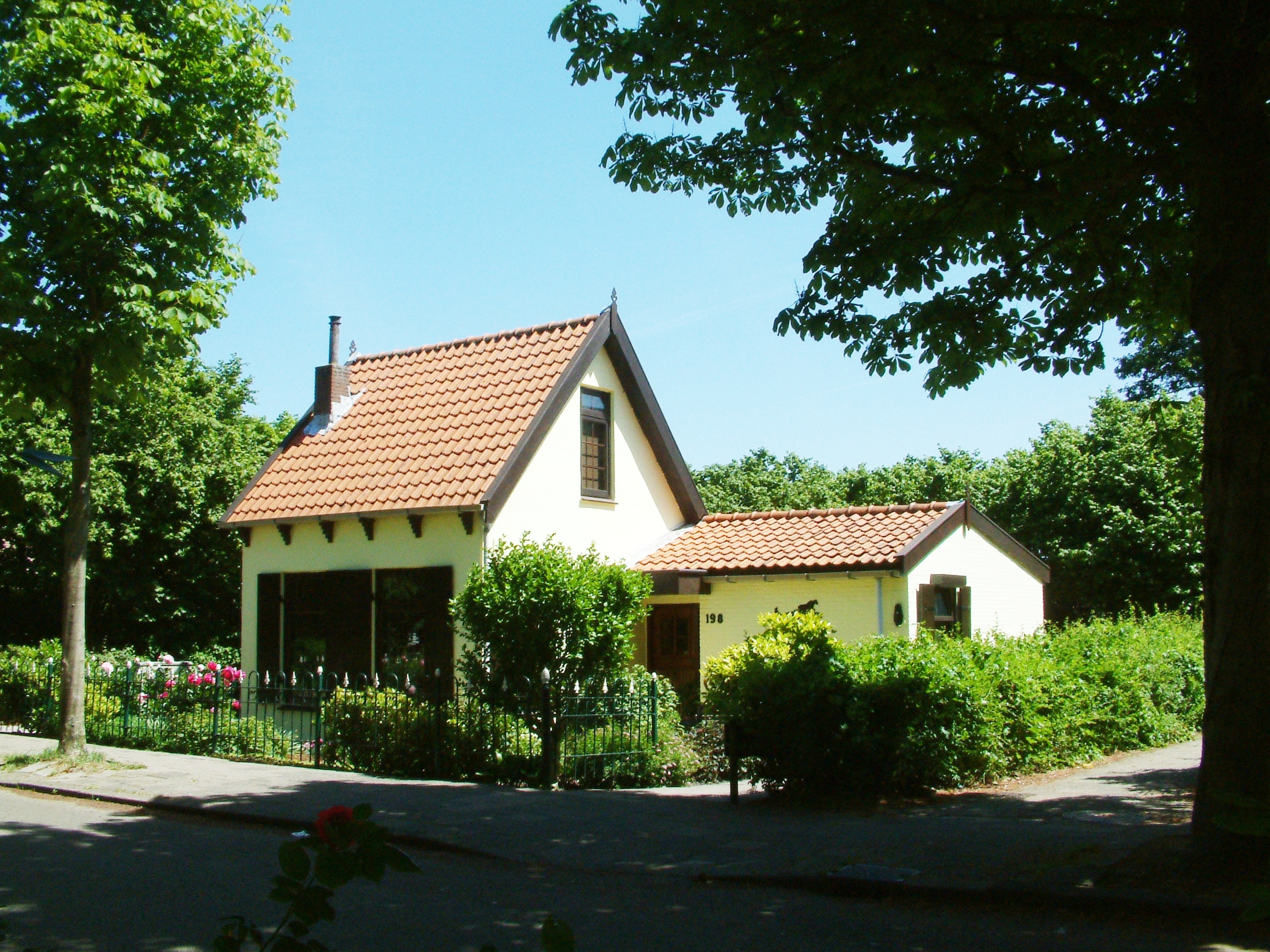
Zoetermeer zoals de Zoetermeerders het kennen

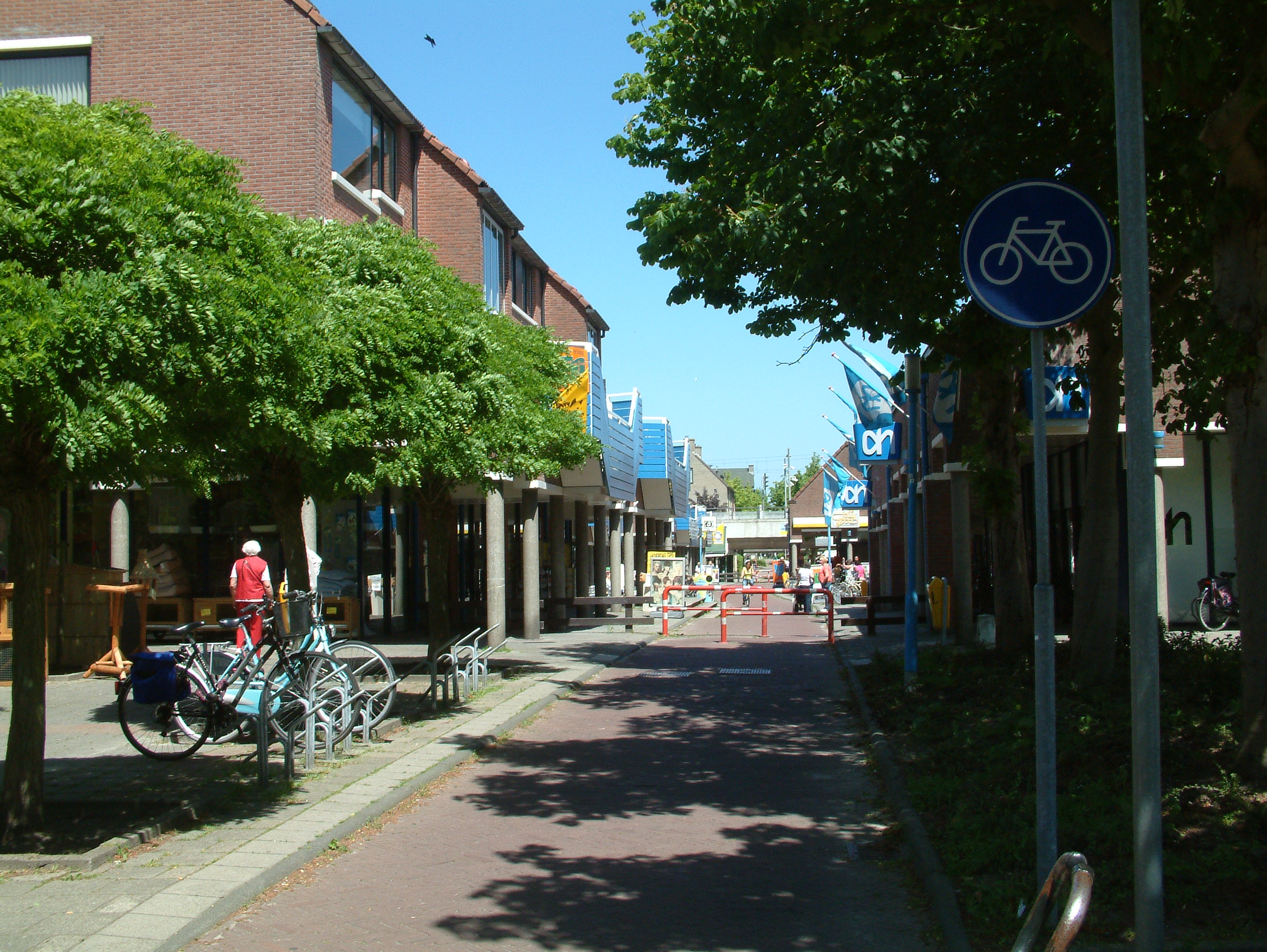
Het winkelcentrum bij het station

- de Zoetermeerse Plas, een zandwinning van 50 ha
- voormalig stoomgemaal De Nieuwe Polder uit 1877
- Vakgemaal De Leyens
- de Broekwegwetering
- het Binnenpark, een park van 20 ha
- het Wijkcentrum, dat tegen het Dienstencentrum Gondelkade aan is gebouwd en waarin veel organisaties hun domicilie hebben.
- De kerken in de wijk staan alle langs de voormalige Broekweg: Broekwegschouw, Broekwegzijde en Broekwegkade. Van zuid naar noord:
  - de Vredekerk van de Gereformeerde gemeente
  - De Olijftak van de protestantse wijkgemeente Zoetermeer-Noord
  - De Lichtzijde van de samenwerkingsgemeente Christelijke en Nederlands Gereformeerde Kerk te Zoetermeer
  - in het Wijkcentrum kerkt de Evangelische Ontmoetings-Gemeente Menorah
  - RK kerk De Doortocht
  - De Silo van Harvest Ministries
- serviceflat Het Fregat met dienstencentrum
- het winkelcentrum met sneltramhalte De Leyens
- HagaZiekenhuis Zoetermeer
- een gebouw van de GGD Zuid-Holland West
- de RK scholengemeenschap Alfrink College
- Ora et Labora, een voormalige boerderij uit 1913
- een woonboulevard, het Woonhart
- racketcenter De Leyens voor fitness (in de vorm van free weight trainingsfaciliteiten ook wel crossfit genoemd), squash en een trampolinepark van 1500 m2
- een dierenkliniek
- een aantal restaurants

## Waterstaatkundig
Buytenweg De Leyens ligt in de Zoetermeerse of Nieuwe Drooggemaakte Polder. Het (grond)waterpeil hiervan is -5.82 m NAP (zowel zomer als winter). In het Binnenpark en rond het baggerdepot bij de Zwaardslootseweg is er echter sprake van opstuwing zodat in deze buurt het (grond)waterpeil hoger ligt. In woonwijk 'De Leyens' is het poldergemaal De Leyens gesitueerd.